# Alluvioni Cambiò
Alluvioni Cambiò är en ort i kommunen Alluvioni Piovera i provinsen Alessandria i regionen Piemonte i Italien. 
Alluvioni Cambiò upphörde som kommun den 1 januari 2018 och bildade med den tidigare kommunen Piovera den nya kommunen Alluvioni Piovera. Den tidigare kommunen hade 907 invånare (2017).